# Hermann-vár
A Hermann-vár (észtül: Hermanni linnus) egy középkori erődítmény Észtországban, Narvában. 

## Fekvése
Észtország legkeletibb pontján, a Narva folyó bal partján, az orosz határ mellett fekszik. Közvetlenül vele szemben, a Narva túlpartján áll Ivangorod erődítménye.

## Története

### Korai idők
Az erődítményt a dánok építették a 13. század közepén. 1345-ben a dánok a várat és Észtország keleti részét eladták a Német Lovagrendnek. 1558-ban a várat és a várost elfoglalták III. (Vaasa) János svéd király csapatai, akik hamarosan egész Észtországot is megszállták. A vár az akkori orosz-svéd határ mellett feküdt, így továbbra is fontos erőd maradt. A Narva folyó túlpartján álló ivangorodi várral együtt a térség egyik legerősebb erődítménye volt.

### A nagy északi háborúban

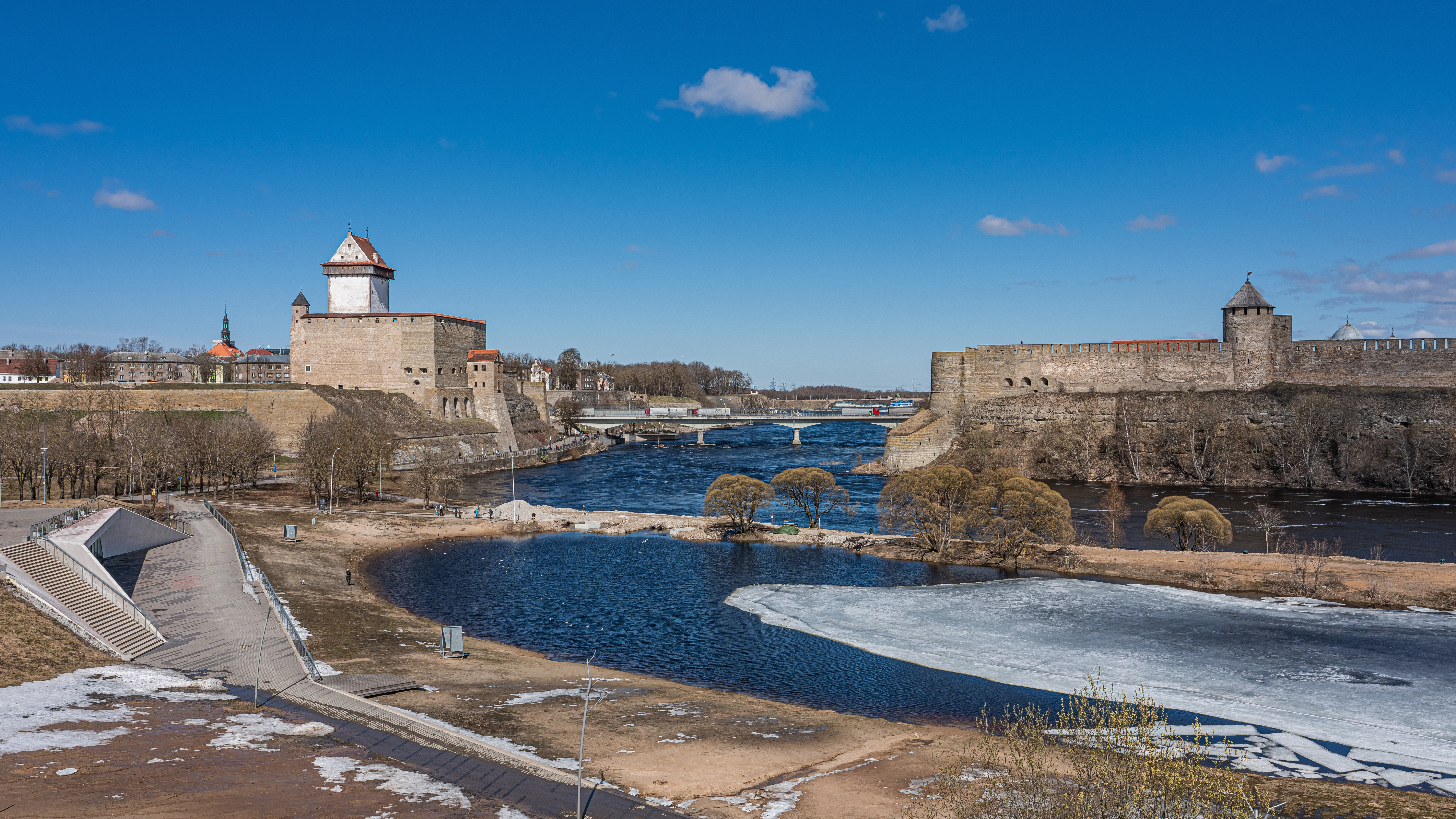
A Hermann-vár

Jelentősége különösen az 1700-1721 között zajló nagy északi háborúban mutatkozott meg. Az oroszok még a háború elején elfoglalták a várat. XII. Károly a dánok legyőzése után még abban az évben a város visszafoglalására indult. 1700. november 20-án Károly felsorakoztatta kb. tízezer katonáját a negyvenezer orosszal szemben. Délben nagy hóvihar támadt, ami az oroszokat szinte teljesen elvakította. Délután kettőkor a svédek megrohamozták a várat, amit a meglepett oroszok nem tudtak tartani, csapataikban pánik tört ki. Menekülés közben több ezren fulladtak a Narva folyóba, amikor összeszakadt alattuk a híd. A csatában a svédek alig ezer embert vesztettek, míg az oroszoktól harmincezren haltak meg vagy estek fogságba. Ez volt az első narvai csata.
A várost és a várat az oroszok 1704-ben foglalták vissza, szintén súlyos veszteségek árán (második narvai csata).

### A háborútól napjainkig

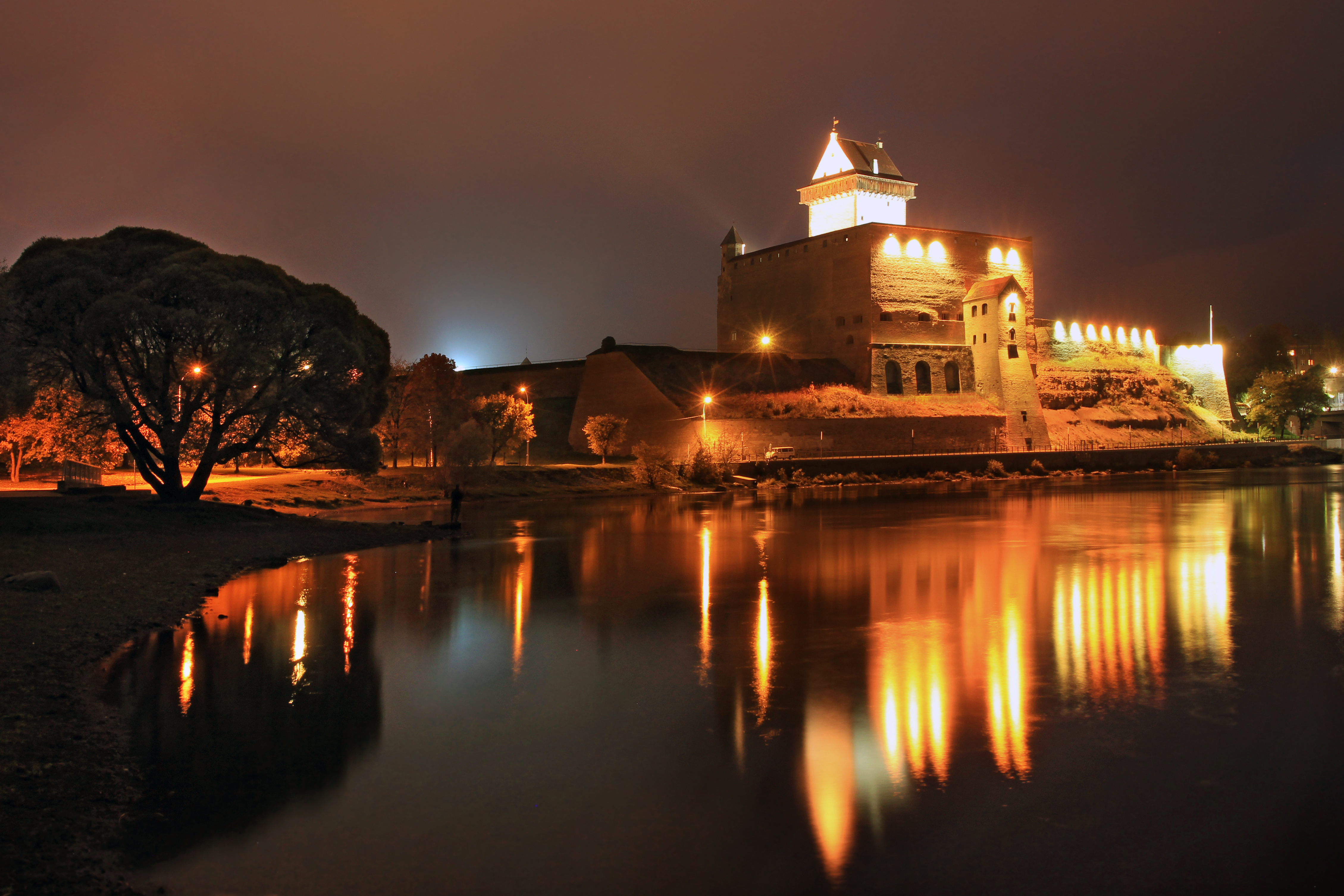
A vár éjszaka kivilágítva

A várat az oroszok sokáig karbantartották, mivel közel feküdt az új fővároshoz, Szentpétervárhoz. Ám ahogy Oroszország nyugat felé terjeszkedett, úgy vesztett jelentőségéből.
1918-ban a vár a függetlenné váló Észtországhoz került Ivangoroddal együtt. A második világháború során az Észtországot megszálló Szovjetunió Ivangorodot az Oroszországi SZSZSZK-hoz csatolta, a Hermann-vár az Észt SZSZK része maradt. Amikor a nácik megtámadták a Szovjetuniót, a várnál nem dúltak jelentős harcok. Amikor viszont a németek 1944-ben már visszavonultak, a Hermann- és az ivangorodi várat is a visszavonulás során erődként használtak. Emiatt a vár komolyan megrongálódott, szinte teljesen elpusztult. A felújítás az 1950-es években kezdődött meg és még a mai napig is folyamatos a vár rekonstrukciója. 1989-től Narva városi múzeuma működik benne.

## Külső hivatkozások
- A várban működő kiállítás honlapja